# Small Heath
Small Heath – dzielnica w Birmingham, w Anglii, w West Midlands, w dystrykcie metropolitalnym Birmingham. W 2001 dzielnica liczyła 35102 mieszkańców.